# Søby Sogn (Assens Kommune)
Søby Sogn ist eine Kirchspielsgemeinde (dän.: Sogn)
auf der Insel Fyn (dt.: Fünen)
im südlichen Dänemark. Bis 1970 gehörte sie zur Harde Båg Herred im damaligen Odense Amt, danach zur Assens Kommune im Fyns Amt, die im Zuge der  Kommunalreform zum 1. Januar 2007 in der
„neuen“ Assens Kommune in der Region Syddanmark aufgegangen ist.
Im Kirchspiel leben 249 Einwohner (Stand: 1. Januar 2023).
Im Kirchspiel liegt die Kirche „Søby Kirke“.
Nachbargemeinden sind im Nordosten Søllested Sogn, im Südosten Flemløse Sogn, im Südwesten Kærum Sogn und im Nordwesten Gamtofte Sogn.
Søby liegt rund 190 Kilometer westlich der Hauptstadt Kopenhagen.